# Анна Кламскі
Анна М. Кламскі (англ. Anna M. Chlumsky, нар. 3 грудня 1980) — американська акторка, найвідоміша за роллю Емі Брукхаймер у серіалі «Віце-президент». П'ятиразова номінантка на премію «Еммі».

## Раннє життя
Анна Кламскі народилася в Чикаго, штат Іллінойс, в римсько-католицькій сім'ї співачки, акторки та колишньої стюардеси Ненсі (до шлюбу Зунчич) і Френка Кламські-молодшого, шеф-кухаря та саксофоніста. З боку батька має польське коріння, хорватське та чеське — з боку матері.

## Кар'єра

### 1989—1998
Популярність Кламскі принесла головна роль разом з Маколеєм Калкіним у фільмі 1991 року «Моя дочка» та його сіквелі «Моя дочка 2» 1994 року. Також вона зіграла головну роль у сімейному фільмі «Таємниця ведмежої гори» з Крістіною Річчі в 1995 році, який не був успішним у прокаті, та знялася в ще кількох проєктах.

### 1999—2005: Перерва в кар'єрі
Кламскі навчалася в університеті Чикаго за спеціальністю міжнародних досліджень, який закінчила в 2002 році. Після випуску деякий час працювала в компанії Zagat Survey, що спеціалізується на відгуках про ресторани, а також помічницею редактора у видавництві HarperCollins. Незабаром усвідомивши, що робота не приносить їй жодного задоволення, Кламскі вирішила повернутися до акторства і пройшла формальне навчання у театральній школі на Манхеттені.

### 2006-тепер
У 2007 році Кламскі, через десятирічну відсутність на екранах з'явилася в епізоді серіалу «Студія 30», а потім продовжила зніматися на телебаченні та у незалежних фільмах. У 2008 році вона дебютувала на театральній сцені у постановці Філіпа Сеймура Гоффмана «Безумовна».
Починаючи з 2012 року виконує роль Емі Брукхаймер, помічниці героїні Джулії Луїс-Дрейфус, у телесеріалі «Віце-президент». Ця роль принесла Кламскі п'ять номінацій на премію «Еммі» у категорії «Найкраща акторка другого плану в комедійному серіалі».

## Особисте життя
8 березня 2008 року Кламскі одружилася з військовослужбовцем Шона Со, з яким познайомилася під час навчання в Чиказькому університеті. У шлюбі є дві доньки — Пенелопа Джоан (нар. 11 липня 2013) та Клара Елізабет (нар. 28 липня 2016).

## Фільмографія

### Кіно
| Рік  | Назва українською                   | Назва англійською                         | Роль             | Примітки               |
| ---- | ----------------------------------- | ----------------------------------------- | ---------------- | ---------------------- |
| 1989 | Дядечко Бак                         | Uncle Buck                                | школярка         |                        |
| 1991 | Моя дочка                           | My Girl                                   | Вейда Салтенфасс |                        |
| 1994 | Вперед в минуле                     | My Girl 2                                 | Вейда Салтенфасс |                        |
| 1994 | Шукаю маму                          | Trading Mom                               | Елізабет Мартін  |                        |
| 1995 | Таємниця ведмежої гори              | Gold Diggers: The Secret of Bear Mountain | Джоді Салерно    |                        |
| 2005 | Чекати                              | Wait                                      | Кара             | Короткометражний фільм |
| 2007 | Шалений гонщик                      | Blood Car                                 | Лоррейн          |                        |
| 2008 | Підслуховувати                      | Eavesdrop                                 | Челсі            |                        |
| 2009 | У петлі                             | In the Loop                               | Ліза Велд        |                        |
| 2009 | Хороший хлопець                     | The Good Guy                              | Ліза             |                        |
| 2009 | -                                   | My Sweet Misery                           | Хлоя             |                        |
| 2010 | -                                   | Civil Unions: A Love Story                |                  | Короткометражний фільм |
| 2011 | Таблетка                            | The Pill                                  | Неллі            |                        |
| 2013 | -                                   | Prez                                      | місіс Шелбі      | Короткометражний фільм |
| 2013 | Поради про дружбу від Берта та Арні | Bert and Arnie's Guide to Friendship      | Сабріна          |                        |
| 2014 | -                                   | Floating Sunflowers                       | Джун             | Короткометражний фільм |
| 2015 | Кінець туру                         | The End of the Tour                       | Сара             |                        |
| 2019 | Хала                                | Hala                                      | Шеннон           |                        |

### Телебачення
| Рік                 | Назва українською                    | Назва англійською                 | Роль                            | Примітки                                     |
| ------------------- | ------------------------------------ | --------------------------------- | ------------------------------- | -------------------------------------------- |
| 1997 Бажання дитини | A Child's Wish                       | Міссі Чендлер                     | Телевізійний фільм              |                                              |
| 1997                | -                                    | Miracle in the Woods              | Gina Weatherby / Field Pea      | Телевізійний фільм                           |
| 1998                | Купідон                              | Cupid                             | Джилл                           | Епізод: «Meat Market»                        |
| 1998                | Ранковий випуск                      | Early Edition                     | Меган Кларк                     | Епізод: «Teen Angels»                        |
| 2007                | 30 потрясінь                         | 30 Rock                           | Ліз Лемлер                      | Епізод: «The Fighting Irish»                 |
| 2007                | 8 днів на тиждень                    | Eight Days a Week                 | Райлі МакГанн                   | Невийшов серіал                              |
| 2007; 2010          | Закон та порядок                     | Law & Order                       | Мері Кельвін; Ліза Кляйн        | Епізоди: «Charity Case»; «Innocence»         |
| 2009                | -                                    | House Rules                       | Скотті Фішер                    | Телевізійний фільм                           |
| 2009                | Купідон                              | Cupid                             | Джозі                           | 4 епізоди                                    |
| 2009                | Хлопчики з календаря                 | 12 Men of Christmas               | Джен Лукас                      | Телевізійний фільм                           |
| 2010                | Таємні зв'язки                       | Covert Affairs                    | Вів'єн Лонг                     | Епізод: «I Can't Quit You, Baby»             |
| 2010                | Квін-таплетс                         | The Quinn-tuplets                 | Рейчел Квінн                    | Телевізійний фільм                           |
| 2011                | Гушіть світло                        | Lights Out                        | Чарлі                           | Епізоди: «The Shot», «Head Games»            |
| 2011                | Три тижні, троє дітей                | Three Weeks, Three Kids           | Дженніфер Міллс                 | Телевізійний фільм                           |
| 2011                | Білий комірець                       | White Collar                      | агент Мелісса Меттьюс           | Епізоди: «Where There's a Will», «Countdown» |
| 2012-2019           | Віце-президент                       | Veep                              | Емі Брукхаймер                  | Постійна роль, 65 епізодів                   |
| 2012                | Армійські дружини                    | Army Wives                        | Джесіка Андерсон                | Епізод: «Tough Love»                         |
| 2012                | Закон та порядок: Спеціальний корпус | Law & Order: Special Victims Unit | Джослін Пейлі                   | Епізод: «Twenty-Five Acts»                   |
| 2013-2014           | Ганнібал                             | Hannibal                          | Міріам Ласс                     | 4 епізоди                                    |
| 2016                | Робоцип                              | Robot Chicken                     | Келлі / медсестра (озвучування) | Епізод: «Western Hay Batch»                  |
| 2017                | Зупинись і гори                      | Halt and Catch Fire               | доктор Кейті Херман             | 5 епізодів                                   |
| 2021                | Ох ці дітки!                         | Rugrats                           | Шарлотт Піклз (озвучування)     | Основна роль                                 |
| 2022                | Винайдена Анна                       | Inventing Anna                    | Вівіан Кент                     | Основна роль                                 |